# Ніколае Голеску
Ніколае Голеску (рум. Nicolae Golescu, 1810, Кимпулунг, Румунія — 1877, Бухарест) — румунський державний діяч, революціонер, один з лідерів революції 1848 у Волощині і Трансильванії. Міністр внутрішніх справ Волоського князівства. Міністр закордонних справ (1 травня — 15 листопада 1868) та прем'єр-міністр (12 березня по липень 1868) Румунського князівства

## Біографія
Член боярської сім'ї Ґолеску з Волощини. Син літератора Дініку Ґолеску. Освіту здобув в Генуї і Швейцарії, де навчався разом з трьома своїми братами Штефаном, Александру і Раду.
Після повернення на батьківщину в вступив до армії в 1830, в 1834 отримав звання майора. Зблизився з масонами. У 1840 звинувачувався владою в участі в змові М. Філіпеску. Пізніше обіймав посаду міністра внутрішніх справ Волощини.

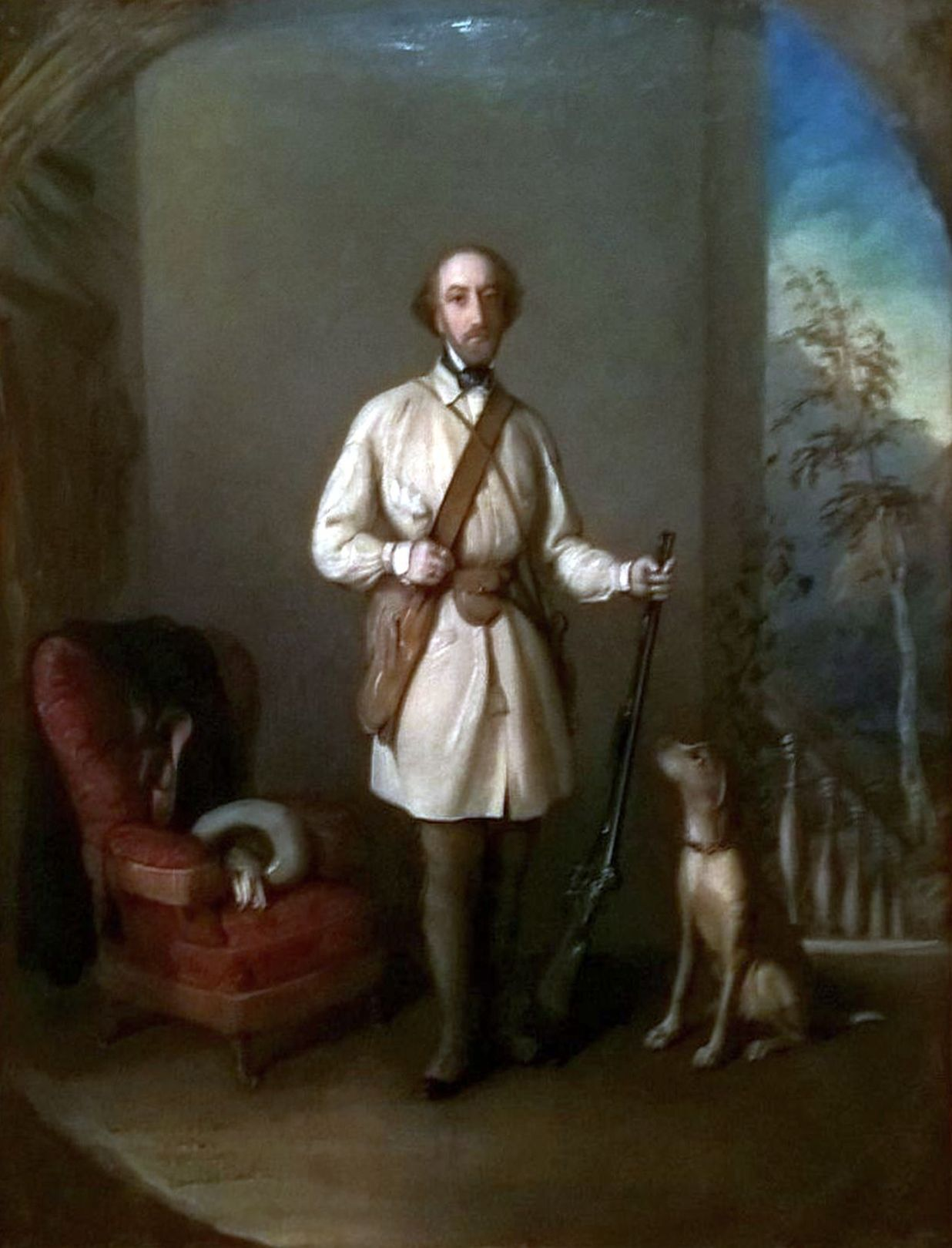
Портрет Ніколае Голеску

У 1842, коли Волощина перебувала під протекторатом Російської імперії, безуспішно намагався отримати у імператора Миколи I згоду на заняття княжого трону Волощини. Був залишений до 1848 на колишньому посту міністра внутрішніх справ.
Брав участь в зборах різного роду революційних товариств і груп. Приєднався до групи радикальних лібералів. Брав участь в русі за об'єднання і незалежність Волощини і Молдови.
Коли в Волощині спалахнула революція 1848, разом з Ніколае Белческу, Йоном Гікою, братом Александру і іншими увійшов до складу революційного комітету.
Зайняв провідне місце і протягом декількох місяців зосередив у своїх руках керівництво всіма справами князівства.
Заарештований після заняття Волощини російсько-турецькими військами, втік до Парижу. Вигнання його скінчилося лише з укладенням в 1856 Паризького мирного договору.
Під час правління князя Александру Кузи, який став першим правителем об'єднаної Румунії, був міністром закордонних справ і військового відомства.
У 1861 приєднався до опозиції. У 1866 став на чолі змови, повалив Кузу і став главою тимчасового уряду.
Ніколае Голеску помер в 1877 в Бухаресті.